# Tautvilas
Tautvilas o Tautvila (... – 1263) era duca di Polack e uno dei figli di Dausprungas e nipoti di Mindaugas. Assieme a suo fratello Edivydas e allo zio Vykintas, intraprese una guerra civile contro Mindaugas, terminata con l'incoronazione di quest'ultimo come re.

## Biografia
Nel 1245 e/o nel 1248, Mindaugas inviò Tautvilas, Edivydas e Vykintas a conquistare Smolensk, promettendo loro che avrebbero potuto tenere per sé quanto avrebbero conquistato. Giunti sul fiume Protva, riuscirono a sconfiggere il duca di Mosca, ma non quello Vladimir-Suzdal, che risultò vittorioso nei dintorni di Zubcov. Saputo del fallimento, Mindaugas decise a fini punitivi (e probabilmente politici) di acquisire i possedimenti e le proprietà detenute dai tre condottieri. All'inizio del 1249, Tautvilas, Edivydas e Vykintas fuggirono da Danilo di Galizia, il quale era sposato con la sorella di Tautvilas. Essi formarono una potente coalizione con i Samogiti, l'Ordine di Livonia e Vasilko Romanovič per contrastare Mindaugas, evento che portò allo scoppio di una guerra civile. Mentre Danilo e l'Ordine Livoniano pianificavano le campagne militari da eseguire nelle terre di Mindaugas, Tautvilas viaggiò a Riga, dove fu battezzato secondo il rito cattolico dall'Arcivescovo nel 1250.
Mindaugas si tolse un nemico quando accettò il sacramento del battesimo e rinunciò al controllo su alcune terre della Lituania occidentale in favore dell'Ordine di Livonia, per le quali avrebbe ricevuto in cambio una corona. Nel 1252, Tautvilas e gli altri alleati attaccarono Mindaugas a Voruta, forse prima capitale della Lituania. L'attacco fallì e le forze di Tautvilas si ritirarono per difendersi nel castello di Vykintas, situato nell'attuale comune di Rietavas. Non è dato sapere se gli eventi successivi accaddero perché una parte prevalsa nettamente sull'altra a livello militare: ciononostante, Vykintas morì nel 1253 circa, e Tautvilas fu costretto a fuggire assieme al fratello in Galizia. Lì decisero di aiutare Danilo nelle battaglie che intendeva eseguire in Boemia, ma non riportarono successi e Edidyas morì negli scontri. Danilo si riconciliò con Mindaugas nel 1254 e Tautvilas riconobbe la superiorità di Mindaugas, ricevendo in cambio ricevette Polack come feudo.

### Principe di Polack
Durante la sua amministrazione, si concentrò soprattutto sul rendere sicura la rotta commerciale che collegava il Daugava all'altezza di Polack alle sorgenti del Dnepr. Tautvila riuscì a sottrarre il Principato di Vicebsk dal controllo dei Duchi di Navahradak. Suo figlio Costantino divenne principe di Vitebsk. Quando Mindaugas fu assassinato da Treniota e Daumantas, Tautvilas si inserì nella lotta di potere che ne nacque subito dopo. Non riuscì a divenire Granduca di Lituania poiché ucciso da suo cugino Treniota nell'inverno del 1263-64.